# Araxá (gemeente)
Araxá is een gemeente in de Braziliaanse deelstaat Minas Gerais. De gemeente telt 107.337 inwoners (schatting 2020).

## Aangrenzende gemeenten
De gemeente grenst aan Ibiá, Perdizes, Sacramento en Tapira.